# Camera Ntereke
Camera Ntereke, född 5 maj 1964, är en friidrottare från Botswana. Han deltog vid olympiska sommarspelen 1992.